# Maler von Akropolis 24
Der Maler von Akropolis 24 war ein griechischer Vasenmaler, der im letzten Drittel des 6. Jahrhunderts v. Chr. in Athen tätig war.
Der Maler von Akropolis 24 ist einer der besonders früh anzusetzenden Vertreter der „Pioniergruppe“ der rotfigurigen Vasenmalerei. Da ihm nur sehr wenige Vasen zugewiesen werden, hat er aber nicht die Bedeutung anderer Vertreter der Gruppe, etwa Euphronios, Euthymides oder Phintias erlangt. Ernst Langlotz, der seinen kunsthandwerklichen Stil erkannt und aus dem Korpus der zehntausenden überlieferten rotfigurigen Vasen und Fragmente geschieden hat, hat dem Maler von Akropolis 24 nur einen Teller sowie zwei Fragmente zugeschrieben, die wahrscheinlich zu einer Pyxis gehörten. John D. Beazley hat dem Vasenmaler einen weiteren Teller aus seiner damaligen Privatsammlung, das einzig vollständig erhaltene Stück, zugewiesen. Möglicherweise gehörten die beiden vermutlichen Pyxisfragmente gar zum selben Gefäß, was die Zahl der zugeschriebenen Werke auf drei reduzieren würde. Seinen Notnamen erhielt er nach einem der beiden Teller mit der Inventarnummer 24 im Akropolismuseum in Athen. Stilistisch erinnern die Zeichnungen sehr an den Sosias-Maler. Alle seine erhaltenen Bilder zeigen Frauen und Bilder aus dem häuslichen Alltagsleben.
Werkliste
1. Tellerfragment, Akropolismuseum, Inventarnummer 24, Motiv: häusliche Szene, sitzende Frau[1]
2. Teller, Ashmolean Museum Oxford (zuvor Sammlung Beazleys), Inventarnummer 1966.441, Motiv: häusliche Szene, auf einem Wollkorb sitzende Frau, die einen Kranz hält[2]
3. Pyxisfragment ?, Akropolismuseum, Inventarnummer 562, Motiv: häusliche Szene, eine nach links sitzende Frau mit einem Stab und eine nach recht stehende Frau mit einem Kranz[3]
4. Pyxisfragment ?, ehemals Sammlung Rhousopoulos in Athen, Inventarnummer 562, Motiv: häusliche Szene, Reste einer nach rechts sitzenden Frau, die einen Kranz oder eine Halskette in der Hand hält sowie der obere Teil eines mit Himation bekleideten Jünglings nach links, der sich auf einen Stab stützt[4]